# Tristão da Cunha
Tristão da Cunha (asi 1460 – 1540) byl portugalský mořeplavec a objevitel ostrova, který nese jeho jméno Tristan da Cunha.

## Objevitelská cesta
V roce 1506 byl pověřen vedením flotily do Indie. Při plavbě byl bouří zahnán k sopečnému ostrůvku v jižním Atlantiku, který později získal jeho jméno. Ostrov prohlásil portugalským územím a pokračoval v cestě východním směrem k mysu Dobré naděje. Po jeho obeplutí přistál u Madagaskaru. Poté dobyl Bravu (dnešní Somálsko) a ostrov Sokotru. Později zahájil boj proti Kalikatu v Indii.